# Heinrich (1977)
Heinrich ist ein Ende 1976 entstandenes Spielfilmdrama von Helma Sanders-Brahms. Heinrich Giskes spielt den literarischen Titelhelden.

## Handlung
Der Film erzählt retrospektiv vor allem die späten, einzelnen Stationen des kurzen Lebens des deutschen Schriftstellers Heinrich von Kleist (1777–1811) nach, der das Absolute sucht, glückliche wie unglückliche Lieben durchlebt, sich dann mit Goethe überwirft und gegen den französischen Eroberer Napoleon Bonaparte ankämpft. Am Ende haben ihn seine ständigen Kämpfe von innen aufgefressen. Ihm bleibt die innige Beziehung zu seiner Halbschwester Ulrike. „Der Fokus von ‚HEINRICH‘ liegt vor allem auf der Unruhe, der Suche, dem Fragmentarischen, der Diskontinuität in der Biographie Kleists.“

## Produktionsnotizen
Heinrich entstand an 38 Drehtagen vom 20. Mai bis zum 14. Juni und vom 26. Oktober bis zum 23. November 1976 in Berlin, Paris, am Brienzer See, Iseltwald (Schweiz), sowie in Werder und Löcknitz (DDR). Der Film wurde im Mai 1977 während der Internationalen Filmfestspiele von Cannes uraufgeführt. Der deutsche Massenstart war am 14. Oktober 1977 in Berlin, München und Mannheim.
Günther Naumann und Götz Heymann zeichneten für die Ausstattung und Filmbauten verantwortlich, Barbara Baum entwarf die Kostüme. Am Drehbuch arbeiteten Hauptdarsteller Giskes, Kameramann Thomas Mauch und WDR-Redakteur Volker Canaris mit. Gestützt wurde das Manuskript durch schriftliche Aufzeichnungen von Kleists.

## Kritiken
„‚Heinrich‘ ist so ein Film, der den Beweis erbringt, daß sich Gipsbüsten von Dichtern auch in Zelluloid gießen lassen.“

„Das unglückliche Leben des genial-romantischen Dichters Heinrich von Kleist (1777–1811) in einer von Pathos und kunstgewerblichem Kitsch nicht freien Darstellung. Als Kleist-Interpretation sehr veräußerlicht, wobei der metaphysische Aspekt in Kleists Werk und Person kaum Beachtung findet, sondern seine menschlichen Beziehungen im Vordergrund stehen. Ungeachtet einiger aufdeckender Einzelheiten von überholtem Klassik-Verständnis geprägt und auch formal mit Schwächen behaftet; fesselnd indes durch seine schwelgerische optische Gestaltung.“

## Auszeichnungen
- Der Film erhielt die Goldene Schale für die beste Produktion,
- das Filmband in Gold für das beste Drehbuch (Helma Sanders-Brahms),
- und in Cordoba den Kritikerpreis.